# Paramiana perissa
Paramiana perissa är en fjärilsart som beskrevs av Nye 1975. Paramiana perissa ingår i släktet Paramiana och familjen nattflyn. Inga underarter finns listade i Catalogue of Life.